# Quatre au paradis
Pour plus de détails, voir Fiche technique et Distribution.
Quatre au paradis (Four's a Crowd) est un film américain en noir et blanc réalisé par Michael Curtiz, sorti en 1938.

## Synopsis
Un spécialiste des relations publiques s'occupe des affaires d'un millionnaire et tombe amoureux de la fille de son client.

## Fiche technique
- Titre : Quatre au paradis
- Titre original : Four's a Crowd
- Réalisation : Michael Curtiz
- Scénario : Casey Robinson et Sig Herzig d'après l'histoire All Rights Reserved de Wallace Sullivan
- Photographie : Ernest Haller
- Musique : Eddie Duran, Ray Heindorf, M.K. Jerome et Heinz Roemheld (non crédités)
- Direction artistique : Max Parker
- Costumes : Orry-Kelly
- Montage : Clarence Kolster
- Producteurs : David Lewis, Hal B. Wallis et Jack L. Warner (non crédités)
- Société de production : Warner Bros.
- Pays de production :  États-Unis
- Langue d'origine : anglais américain
- Format : noir et blanc — son : mono
- Genre : comédie romantique
- Durée : 92 minutes
- Dates de sortie : 
  - États-Unis : 13 septembre 1938
  - France : 28 décembre 1938

## Distribution
- Errol Flynn : Robert Kensington 'Bob' Lansford
- Olivia de Havilland : Lorri Dillingwell
- Rosalind Russell : Jean Christy
- Patric Knowles : Patterson 'Pat' Buckley
- Walter Connolly : John P. Dillingwell
- Hugh Herbert : Silas Jenkins
- Melville Cooper : Bingham
- Franklin Pangborn : Preston
- Herman Bing : Herman
- Margaret Hamilton : Amy
- Joseph Crehan : Majordome Pierce
- Joe Cunningham : Ed Young
- Dennie Moore : la secrétaire de Buckley
- Gloria Blondell : Gertrude
- Carole Landis : Myrtle
- Renie Riano : Mme Sarah Jenkins

Acteurs non crédités
- Sam McDaniel : Jeff
- Georges Renavent : Enrico, le maître-d'hôtel
- Charles Trowbridge : le docteur Ives
- Lana Turner : une passante

### Ouvrages généraux
- Gérard Devillers et Marceau Devillers, Anthologie du Cinéma, tome V : Errol Flynn, Paris, L'Avant-scène Cinéma, 1970, p. 337-392.

### Monographies
- (en) Tony Thomas, Rudy Behlmer et Clifford McCarty, The Films of Errol Flynn, Secaucus, New Jersey, The Citadel Press, 1969, 221 p. (ISBN 0-8065-0237-1), p. 68-69.